# Scipione (Händel)
Scipione (HWV 20) è un'opera seria in tre atti, con musica composta da Georg Friedrich Händel per la Royal Academy of Music nel 1726 su libretto di Paolo Antonio Rolli. Händel compose Scipione mentre era nel bel mezzo della composizione dell'opera Alessandro. L'opera è basata sulla vita del generale romano Publio Cornelio Scipione. Nella partitura c'è una marcia lenta che è diventata la marcia del reggimento britannico dei Granatieri della Guardia.

## Storia delle esecuzioni

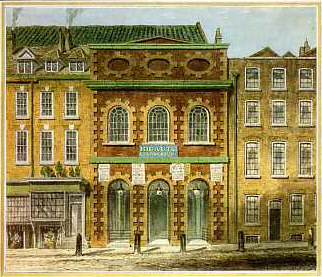
Il King's Theatre, Londra, dove Scipione ebbe la sua prima esecuzione

La prima di Scipione avvenne il 12 marzo 1726 al The King's Theatre, Haymarket. Händel riprese l'opera nel 1730, ma la stessa non fu mai più rappresentata nel Regno Unito fino all'ottobre 1967, quando fu messa in scena dalla Handel Opera Society. In Germania Scipione fu ripreso al Festival Internazionale Händel di Gottinga nel 1937 ed all'annuale Händel Festival di Halle nel 1965. 
Con la ripresa di interesse per la musica barocca ed il nuovo concetto di esecuzioni storicamente consapevoli, a partire dagli anni 1960, Scipione, come tutte le opere di Händel, oggi viene eseguito nei festival e nei teatri d'opera.
Fra le altre è degna di nota l'esecuzione di Scipione da parte di Christophe Rousset al Festival de Beaune nel 1993.

## Ruoli
| Ruolo                                              | Voce               | Cast della prima, 12 marzo 1726      |
| -------------------------------------------------- | ------------------ | ------------------------------------ |
| P.C. Scipione                                      | contralto castrato | Antonio Baldi                        |
| Lucejo, Prence de' Celtiberi                       | contralto castrato | Francesco Bernardi, detto "Senesino" |
| C. Lelio, Duce Romano                              | tenore             | Luigi Antinori                       |
| Ernando, Re delle Isole Baleari, Padre di Berenice | basso              | Giuseppe Maria Boschi                |
| Berenice, prigioniera                              | soprano            | Francesca Cuzzoni                    |
| Armira, Dama-Prigioniera                           | soprano            | Livia Nannini Costantini             |

## Trama
LuogoCartagine nova
Periodo210 a.C., dopo che l'esercito romano, guidato da Scipione ha catturato la città dai Cartaginesi e dai loro alleati iberici.

### Atto 1
Scipione conduce una processione di prigionieri in città attraverso l'arco trionfale. Egli anticipa future conquiste e saluta i suoi ufficiali, con un particolare alloro per Lelio. Lelio, in cambio, offre a Scipione la prigioniera Berenice. Scipione è subito attratto da Berenice, ma giura di rispettare il suo onore. Berenice è innamorata del principe iberico Lucejo, che è tra l'esercito romano in incognito. Egli promette di salvarla. Lo stesso Lelio è attratto da un'altra prigioniera, Armira, ma lei non ricambierà l'affetto mentre è ancora prigioniera. Questo fatto comincia a cambiare Lelio, mettendolo in sintonia con le donne prigioniere, anche se lui consiglia Berenice di accettare l'amore di Scipione.

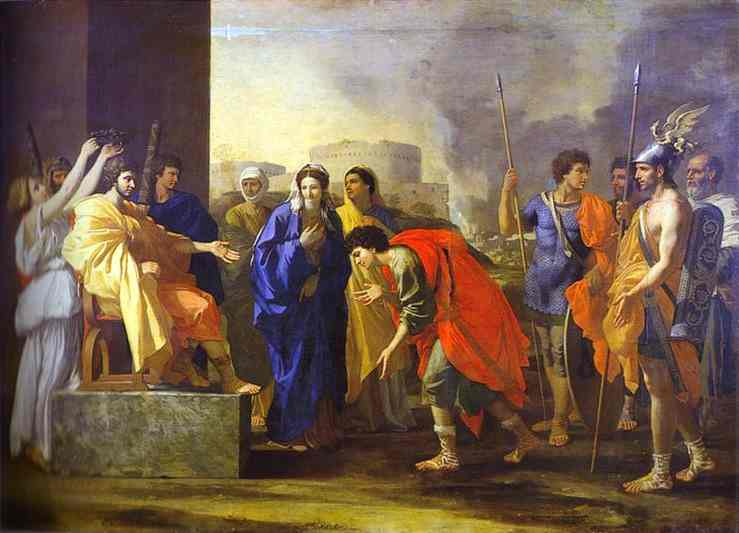
Dipinto di Nicholas Poussin della Continenza di Scipione, raffigurante il ritorno di una giovane donna prigioniera al suo fidanzato, avendo Scipione rifiutato di accettarla in regalo dalle proprie truppe come ricompensa della guerra

Le donne prigioniere sono confinate in un palazzo con giardino, ma Scipione ha proibito agli estranei di entrare. Ancora mascherato, Lucejo viola il giardino, ma si nasconde quando sente avvicinarsi Scipione. Scipione cerca di conquistare Berenice e le confessa il suo amore per lei. Lucejo non lo può tollerare e si tradisce con una esclamazione soffocata che ne rivela la presenza. Berenice cerca di proteggerlo chiamandolo pazzo e implorando pietà. Solo alla fine dell'atto, Lucejo non è più sicuro delle motivazioni di Berenice e comincia a diventare geloso.

### Atto 2
Ernando, padre di Berenice, è arrivato per offrire un riscatto per la figlia ed anche amicizia a Scipione. Scipione prova di nuovo a corteggiare Berenice, ma lei rifiuta ancora una volta le sue avances. Dopo che Scipione se ne è andato, riappare Lucejo, ma lei lo respinge. Questo conferma i sospetti e la gelosia iniziali di Lucejo, ma Berenice si sente emotivamente lacerata. Anche con i suoi sentimenti di gelosia, Lucejo non rompe del tutto con Berenice, ma finge di esprimere affetto per Armina, nella speranza che Berenice sentirà. Sia Berenice che Armina sono afflitte per la situazione e Scipione arriva, arrabbiato vedendo Lucejo in giardino. Lucejo ora confessa la sua identità ed i suoi progetti e sfida a duello Scipione. Scipione ordina l'arresto di Lucejo. Berenice allora ammette che avrebbe potuto amare un romano, se non fosse stata promessa a un altro.

### Atto 3
Scipione offre a Ernando la libertà per Berenice, a condizione che egli possa sposarla. Ernando risponde che rinuncerebbe volentieri alla sua vita ed al regno, ma che non può rompere la sua precedente promessa a Lucejo di avere Berenice come moglie. Questa nobiltà d'animo colpisce Scipione, che pensava di inviare Lucejo a Roma come prigioniero, ma che, riflettendo ulteriormente sulla situazione decide di sacrificare i propri desideri personali per la felicità degli altri. Racconta a Berenice del suo cambiamento di mente e di cuore ed accetta l'offerta di riscatto da Ernando liberando Berenicee e dicendole che può sposare Lucejo. Inoltre, come regalo di nozze, concede la libertà alla coppia. Tutti i presenti lodano la generosità di Scipione e Lucejo giura fedeltà a Roma per sé e per i suoi sudditi.

## Contesto ed analisi

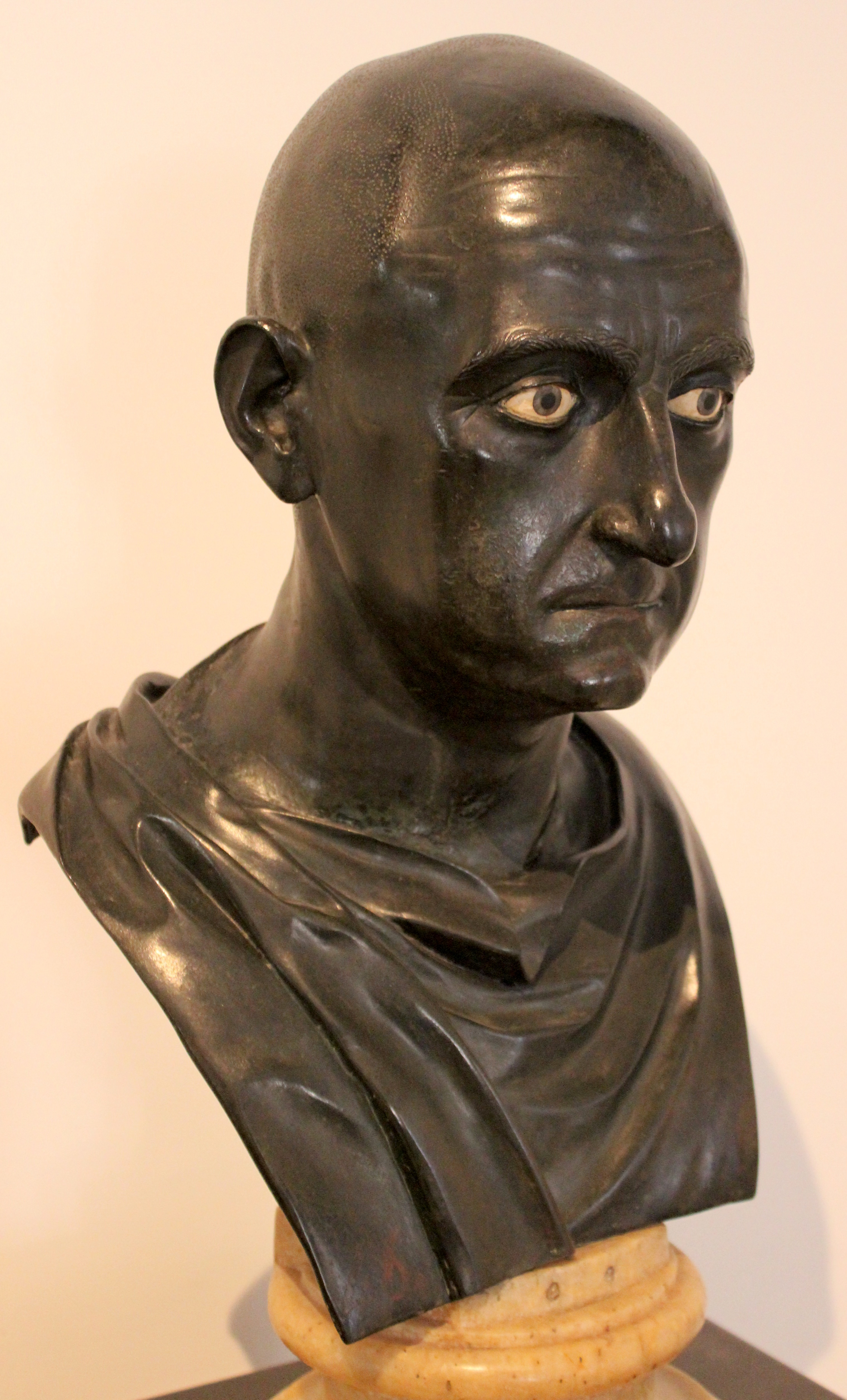
Busto di Scipione

Händel, di origine tedesca, dopo aver trascorso una parte della sua carriera iniziale in Italia componendo opere e musica di altro genere, si stabilì a Londra, dove nel 1711 aveva portato l'opera lirica italiana per la prima volta con la sua opera Rinaldo. Quest'ultima era stata un enorme successo ed aveva creato a Londra una vera e propria mania per l'opera seria italiana, una forma che all'epoca era incentrata quasi esclusivamente sulle arie solistiche per i grandi virtuosi del bel canto. Nel 1719, Handel era stato nominato direttore musicale di un'organizzazione chiamata The Royal Academy of Music (niente a che vedere con l'attuale conservatorio di Londra), una compagnia sotto la protezione della Carta reale, per la produzione di opere italiane a Londra. Händel non doveva solo comporre opere per la compagnia, ma assumere i cantanti più in vista, supervisionare l'orchestra e i musicisti, e adattare le opere provenienti dall'Italia per essere eseguite a Londra.
Entro l'anno 1724-1725, Handel scrisse tre grandi opere in successione per la Royal Academy of Music, ognuno con Senesino e Francesca Cuzzoni come star, Giulio Cesare, Tamerlano, e Rodelinda.
I dirigenti della Royal Academy of Music decisero di aumentare l'attrazione delle opere portando un altro famoso cantante di livello internazionale, il soprano Faustina Bordoni, che si sarebbe unita alle altre due stelle fisse di Londra, la Cuzzoni e Senesino, come è stato riportato dalla stampa di Londra. Il Daily Journal scrisse il 31 agosto 1725

con il London Journal che aggiungeva:
Tuttavia Faustina non arrivò quando era previsto, il che significava che l'opera che Händel stava componendo per mettere in luce due donne egualmente importanti, Alessandro, non era ancora disponibile per colmare il vuoto che si era creato nel programma del teatro dell'opera e che doveva essere riempito. Per questo motivo compose Scipione in tre settimane che fu rappresentato la prima volta appena dieci giorni dopo aver finito la composizione.

La fretta con cui Scipione fu messo insieme forse si vede nel lavoro finito, anche se fu un successo con il pubblico di Londra e contiene molta bella musica, come scrisse il musicologo del XVIII secolo Charles Burney: 
Ellen Harris ha discusso l'uso specifico di Händel di alcune chiavi musicali nell'opera, notando, per esempio, che inizia e conclude l'opera in sol maggiore. Winton Dean ha preso atto che l'opera in origine conteneva il personaggio di Rosalba, la madre di Berenice. Tuttavia, perché la cantante originariamente prevista per il ruolo di Rosalba non era disponibile, quel ruolo fu rimosso e la musica e il testo trasferito ad altri personaggi. Inoltre, Dean fece alcune osservazioni sulle debolezze drammatiche nella trama nel terzo atto.
L'opera è scritta per due flauti dolci, due flauti, due oboi, fagotto, due corni, archi, e gli strumenti del basso continuo: (violoncello, liuto, clavicembalo).

## Registrazioni
| Anno | Cast Scipione, Berenice, Lucejo, Ernando, Armira, Lelio                                         | Direttore, orchestra                    | Etichetta                                             |
| ---- | ----------------------------------------------------------------------------------------------- | --------------------------------------- | ----------------------------------------------------- |
| 1994 | Derek Lee Ragin, Sandrine Piau, Doris Lamprecht, Olivier Lallouette, Vanda Tabery, Guy Fletcher | Christophe Rousset, Les Talens Lyriques | Aparté/Ambroisie (riedizione del 2010) 3CDs FNAC 1994 |